# 方冠森
方冠森（1982年10月28日—），原名林紹凱，為台灣棒球選手，曾效力於中華職棒誠泰Cobras隊及中信鯨隊，原守備位置為游擊手，後轉為投手，並使用低肩投法投球。

## 經歷
- 屏東縣復興國小少棒隊
- 高雄縣中庄國中青少棒隊
- 高雄縣忠孝國中青少棒隊
- 屏東縣屏東高中青棒隊
- 臺北體育學院棒球隊
- 誠泰Cobras隊代訓球員（2006年）
- 中華職棒誠泰Cobras隊（2007年）
- 中華職棒中信鯨隊（2008年）
- 台北市成棒隊（2009年～2011年）
- 台北市成棒隊管理（2011年～2015年）
- 台北市實踐國小少棒隊教練（2012年～2013年）
- 台北市延平國小少棒隊教練（2013年～2017年）
- 台北興富發棒球隊管理（2016年～）
- 台北興富發棒球隊兼任球員、訓練員（2016年～2020年）

## 職棒生涯成績
| 年度   | 球隊       | 出賽 | 勝投 | 敗投 | 中繼 | 救援 | 完投 | 完封 | 四死 | 三振 | 責失 | 投球局數 | 防禦率 |
| ------ | ---------- | ---- | ---- | ---- | ---- | ---- | ---- | ---- | ---- | ---- | ---- | -------- | ------ |
| 2007年 | 誠泰COBRAS | 7    | 0    | 0    | 0    | 0    | 0    | 0    | 4    | 3    | 6    | 10.2     | 5.06   |
| 合計   | 1年        | 7    | 0    | 0    | 0    | 0    | 0    | 0    | 4    | 3    | 6    | 10.2     | 5.06   |

## 特殊事蹟
- 2006年5月5日，於台南棒球場對戰La New二軍擔任先發投手，主投3局用86球，被擊出3支安打失9分，投出8次四壞球、2次觸身球、無三振吞下敗投。單場10次四死球為中華職棒二軍最多紀錄，後於2016年4月28日被統一二軍黃靖幃的單場16次四死球紀錄刷新。
- 2007年5月16日，職棒一軍生涯初登板於新莊棒球場對統一獅隊，中繼0.2局用18球，被擊出4支安打、失2分無關勝負。

## 外部連結
- 方冠森在台灣棒球維基館上的頁面（繁體中文）
- 方冠森在中華職棒
- 方冠森在Baseball-Reference.com（小聯盟以及海外聯盟）（英语）